# Mucuna pacifica
Mucuna pacifica är en ärtväxtart som beskrevs av Takahide Hosokawa. Mucuna pacifica ingår i släktet Mucuna och familjen ärtväxter. Inga underarter finns listade i Catalogue of Life.